# Accidente ferroviario de Santiago de Compostela
El accidente ferroviario de Santiago de Compostela o accidente de Angrois se produjo el miércoles 24 de julio de 2013 cuando un tren Alvia, que viajaba de Madrid a Ferrol, descarriló en la curva A Grandeira de Angrois, a unos tres kilómetros de la estación de Santiago de Compostela. De las 224 personas que viajaban a bordo —218 pasajeros y seis tripulantes—, 144 resultaron heridas y 80 fallecieron.
El tren (un Serie 730 de Renfe) viajaba a 191 km/h cuando entró en la curva del accidente, duplicando la velocidad máxima de 80 km/h. Instantes antes, el maquinista había estado haciendo una llamada telefónica con el personal del tren, por lo que no atendió a las señales de reducción de velocidad y había perdido la orientación en la vía, percatándose demasiado tarde de la cercanía de la curva de Angrois. Si bien accionó el freno de emergencia, no se pudo evitar el descarrilamiento de todos los vehículos del tren (13) y el volcado de cuatro de ellos. Una cámara de seguridad captó el descarrilamiento en video.
En el lugar del accidente, el sistema de seguridad utilizado era el Anuncio de Señales y Frenado Automático (ASFA), puesto que bajo la supervisión del director de Seguridad en la Circulación de Adif se había desactivado el sistema ERTMS, el cual hubiera detenido automáticamente al tren al detectar el exceso de velocidad.
La investigación judicial del accidente terminó en diciembre de 2018. Entre octubre de 2022 y julio de 2023 transcurrió el juicio. En julio de 2024 se publicó la sentencia del caso, en la que se hizo responsables tanto al maquinista Francisco José Garzón, como al director de Seguridad de Adif, Andrés Cortabitarte, de 79 delitos de homicidio por negligencia profesional grave. 
Es uno de los accidentes ferroviarios más graves de España, solo superado por la catástrofe de Torre del Bierzo (León), ocurrida en 1944.

## Antecedentes
España tiene la red de tren de alta velocidad más extensa de Europa y la segunda del mundo, solo por detrás de China. Esta red es construida y mantenida por la empresa pública Adif y operada por la empresa pública Renfe Operadora  y otras empresas privadas.
En 2002 el Gobierno encomendó al Gestor de Infraestructura Ferroviaria (desde 2005, Adif) la construcción y administración del tramo Orense-Santiago de Compostela de la línea de alta velocidad Olmedo-Zamora-Galicia. La línea tiene ancho de vía ibérico de 1668 mm entre Orense y La Coruña, mientras que el tramo Olmedo-Zamora utilizaba ancho estándar de 1435 mm. 
El 10 de diciembre de 2011 este tramo quedó inaugurado por el presidente de la Junta de Galicia Alberto Núñez Feijóo y el entonces ministro de Fomento en funciones José Blanco López. Durante la inauguración técnicos del Ministerio de Fomento calificaron la curva del accidente como «curva difícil».
La nueva línea de alta velocidad se encontraba equipada con el ERTMS nivel 1 entre la Salida de la estación de Orense y el punto kilométrico 80, punto en el cual los maquinistas tenían que tener referencia para comenzar a frenar de 200 km/h a 80 km/h para pasar la curva, que se encuentra en el pk 84, tres kilómetros antes de la estación de Santiago de Compostela. Pocos días después de la inauguración, los maquinistas de Orense alertaron a su jefe de la falta de señales fijas y balizas en el punto de transición del ERTMS al ASFA para que comenzaran a frenar. Dicho aviso fue trasladado a altos cargos de Adif, que no lo tuvieron en consideración.
El tren implicado, un Talgo Serie 730 de Renfe, es un tren de altas prestaciones que está diseñado para realizar servicios tanto por líneas de alta velocidad como por líneas convencionales, e incluso por líneas no electrificadas gracias a que es un tren híbrido con motores diésel y motores eléctricos. Tiene sistema de rodadura desplazable por lo que puede circular por vías de ancho ibérico y de ancho estándar. Esta serie de trenes se incorporó al servicio comercial en junio de 2012. 
Pocos días después de su puesta en servicio, comenzaron a surgir problemas de compatibilidad del ERTMS nivel 1, provocando retrasos de hasta 5 minutos en todos los trenes debido a las paradas técnicas necesarias para su resolución. Después de varios días sin solución a dichos errores de compatibilidad, el jefe de seguridad de Adif decidió desconectar el sistema ERTMS, dejando el sistema ASFA en todo el tramo, sin instalar señales laterales que avisaran de la proximidad a la curva, con sus correspondientes balizas.
El maquinista del tren, Francisco José Garzón, entró a trabajar en RENFE en 1982. Inicialmente fue maquinista de Cercanías hasta que en diciembre de 2010 fue trasladado a servicios de Larga Distancia. Desde 2012 estaba habilitado tanto para circular por la línea del accidente como para operar el tren accidentado, el S-730 de Renfe. El maquinista era conocedor de la curva y había sido crítico de manera informal con lo escasamente señalizado que estaba el cambio de velocidad.

## Accidente

### Desarrollo cronológico
El 24 de julio de 2013 el tren Alvia 04145/04155 salió en doble composición de la estación de Madrid-Chamartín a las 15:00 (CEST) con destinos Pontevedra (Rama de Cabeza) y Ferrol (Tren de cola). Cada rama era un tren Talgo Serie 730 con trece vehículos: dos cabezas tractoras, dos furgones generadores diésel y nueve coches intermedios (6 turista, 1 cafetería y 2 preferente). Sobre las 19:55 llegó a la estación de Orense, donde realizó una parada comercial y cambió de maquinista. Las dos ramas se separaron, saliendo primero la rama con destino Vigo-Pontevedra. 5 minutos después salió la rama con destino Ferrol, con Francisco José Garzón Amo como maquinista. A bordo viajaban 218 pasajeros y seis tripulantes. El viaje discurrió con normalidad y sólo en un momento el maquinista superó el límite de velocidad de 200 km/h, al alcanzar 201 km/h, corrigiéndolo inmediatamente.
A las 20:39, en el punto kilométrico 78+280 —a seis kilómetros de la curva— el maquinista respondió a una llamada de servicio a través del móvil corporativo realizada por el interventor del tren, mientras se desplazaba a 199 km/h. La llamada, relativa a una parada comercial, carecía de toda urgencia y, según la sentencia, era «totalmente innecesaria».Durante la llamada el tren pasó por la señal avanzada E'7 de la bifurcación de A Grandeira. Esta señal era la referencia para iniciar la frenada y reducir la velocidad con el fin de adecuarla a la limitación de velocidad (80 km/h) existente más adelante. Sin embargo, el maquinista no se percató de la señal al continuar en la llamada y el tren prosiguió a una velocidad próxima a 195 km/h.
La conversación tuvo una duración de 100 segundos y en ese tiempo el tren recorrió 5.540 metros.
A las 20:40:55, dentro del túnel de O Eixo, la conversación telefónica finalizó. Un segundo después, el tren pasó por la baliza previa de la señal de entrada E7 de la bifurcación de A Grandeira a 195 km/hora, por lo que el sistema ASFA emitió una señal de emergencia. Dos segundos después, a las 20:40:58, Garzón activó el freno de emergencia. A las 20:41:02 el tren salió del túnel (lugar de inicio de la curva) con el freno de emergencia ya activado y a una velocidad de 191 km/h.La curva estaba limitada a 80 km/h en el libro horario.

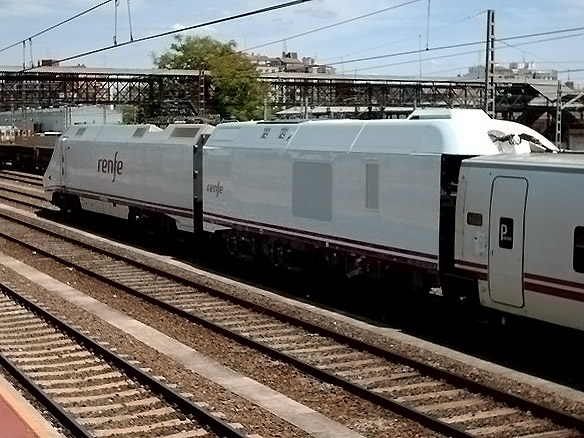
Tren Serie 730 de Renfe. Se aprecia al furgón diésel a continuación de la cabeza tractora.

A las 20:41:06, dentro de la curva, en el punto kilométrico 84+413 y tras haber logrado reducir la velocidad a 176 km/h, el tren comenzó a descarrilar.El furgón diésel delantero, ubicado a continuación de la cabeza tractora delantera (donde estaba el maquinista), fue el primero en salirse de la vía, arrastrando los coches de pasajeros siguientes y desestabilizando la cabeza tractora delantera, la cual volcó. El coche número 4 salió despedido sobre un muro de contención y acabó en plena calle. El coche 5 quedó volcado debajo del puente y arrancado al chocar su costado con el muro de contención, al igual que el coche 3. El coche 6 acabó cruzado y encima cayó el coche 7 cafetería, el cual volcó verticalmente. Detrás quedaron los coches de preferente completamente volcados, empujados por el furgón generador de cola, el cual explotó y se incendió tras ser empotrado  por la cabeza tractora de cola. Una cámara de seguridad grabó el momento del accidente.
10 segundos más tarde de comenzar a descarrillar, a las 20:41:16 el tren detuvo totalmente su movimiento en el punto kilométrico 84+684.
A las 20:42:25 Garzón llama al Centro de Regulación y Control de Atocha. En esa llamada Garzón, aturdido y herido, se lamenta de la escasa señalización del descenso de velocidad y pide que se atiendan primero a los pasajeros.

#### Equipo de emergencia
A las 20:41 el 112 recibe una llamada alertando de un descarrilamiento cerca de la AP-9 (un viaducto de la autopista sobrevuela la curva de A Grandeira). A las 20:46 el 112 informa al personal de emergencias del aviso, aunque aún no se conoce la ubicación con exactitud. Para las 20:48 la ubicación del sinestro se esclarece y comienzan a salir las primeras unidades de bomberos. A las 20:51 llama a emergencias el primer pasajero desde dentro del tren. Los pasajeros comienzan a abandonar el convoy y son atendidos por los vecinos de Angrois, que sintieron el siniestro y acudieron a las vías.El primer cuerpo de seguridad en llegar fue una unidad de la policía municipal que divisó la columna de humo del furgón diésel incendiado. Sobre las 21:13 el Cuerpo Nacional de Policía avisa de la presencia de muchos heridos y solicita más ambulancias. Para las 21:25 el 112 llama a los psicólogos del Grupo de Intervención Psicológica en Catástrofes y Emergencias, los cuales se reparten en varias ubicaciones, especialmente en las estaciones ferroviarias para atender a las familias.El rescate de los cadáveres se prolongó durante toda la madrugada. Dos grandes grúas retiraron los vehículos de la vía con celeridad. En total participaron en el equipo de emergencia unas 3.000 personas.

### Sistema de seguridad
En el lugar del accidente, el sistema de seguridad utilizado era el Anuncio de Señales y Frenado Automático (ASFA), diseñado en los años 1970. Este sistema proporciona información puntual al maquinista —órdenes de las señales y limitaciones de velocidad temporales— mediante dos balizas instaladas en la vía, la primera 300 m antes de la señal y la segunda a la altura de la señal. Este sistema da un preaviso de señal, y en algunas circunstancias realiza un frenado automático de emergencia, como en el caso de señal de parada no atendida. El sistema de seguridad a emplear en cada tramo es decidido por Adif (Administrador de Infraestructuras Ferroviarias), entidad pública dependiente del Ministerio de Fomento. La adecuación de los trenes a los sistemas instalados en las líneas ferroviarias la realiza Renfe Operadora.
Previamente en la vía, aunque solo para parte de los trenes, estaba disponible el sistema de control ferroviario europeo (ETCS) del sistema europeo de gestión del tráfico ferroviario (ERTMS), con transición al ASFA antes de la curva del siniestro. El ERTMS es un sistema más avanzado y completo que el ASFA en la medida en que realiza una supervisión completa de la velocidad del tren en todo momento. Dependiendo del nivel de ERTMS que esté instalado en la vía y el tren, avisará al maquinista de las limitaciones de velocidad y le impondrá la obligación de frenar —de no frenar, el sistema frenaría el tren con el freno de servicio y si este no fuera suficiente lo haría con el freno de urgencia— (ETCS nivel 1) o realizará de manera automática el frenado para cumplir con las órdenes de las señales (ETCS nivel 2). Sin embargo, el convoy siniestrado no utilizó el sistema ERTMS disponible antes de la curva sino únicamente ASFA en todo el recorrido, como es habitual en los Alvia por problemas de compatibilidad con ERTMS.

### Causas

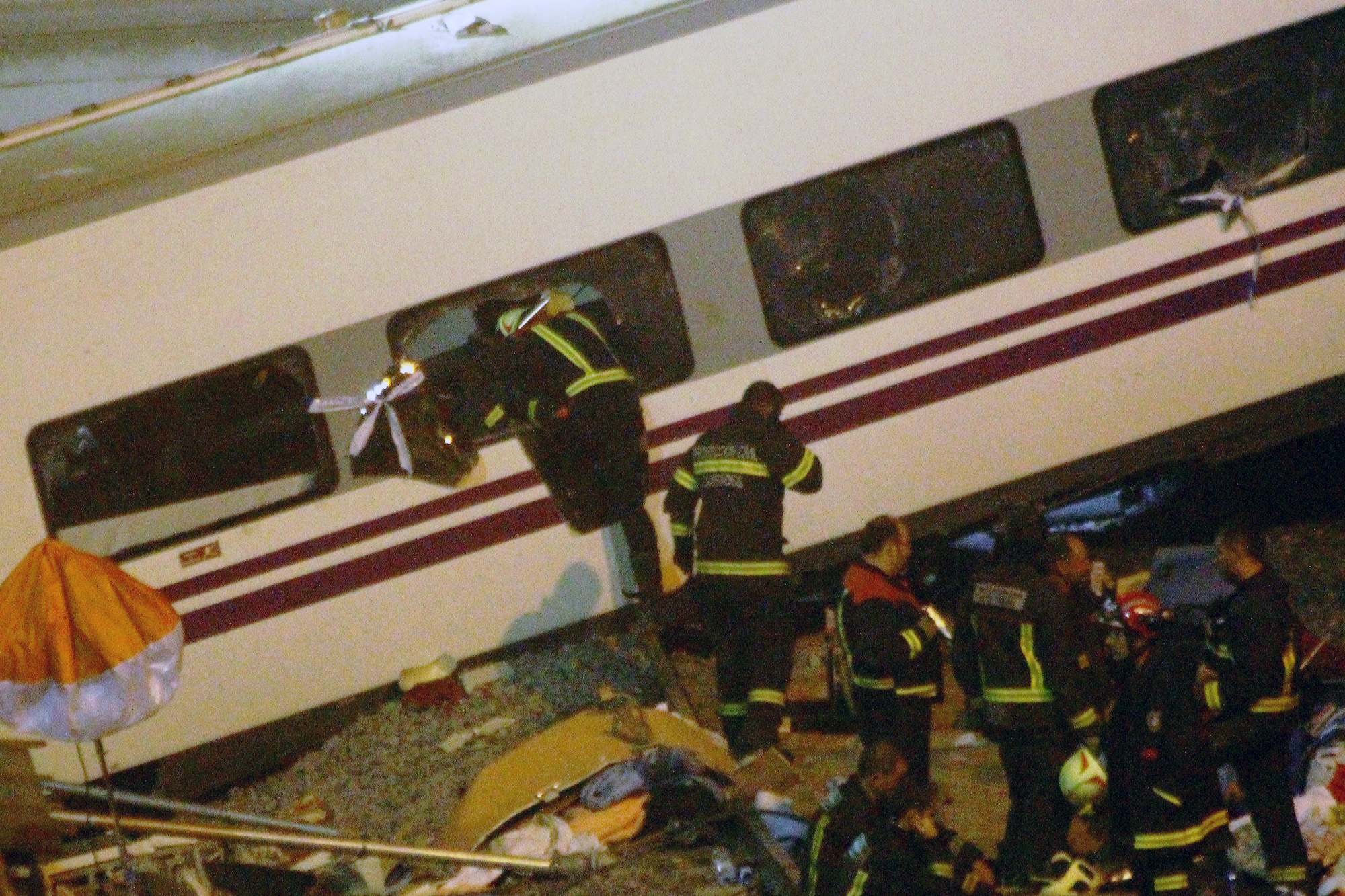
Imagen de rescate de las víctimas por parte de los equipos de emergencia, tomada a las 21:34 horas del día en el que ocurrió el accidente.

A falta del informe oficial sobre las causas del accidente, personal ferroviario (directivos y maquinistas), grabaciones y cajas negras señalaron varios factores que podrían haber contribuido al exceso de velocidad y descarrilamiento del tren: error humano, insuficiente señalización en la vía, insuficiente sistema de seguridad para el cambio de velocidad de 200 o 220 km/h a 80 km/h, falta de escucha a mejoras recomendadas por los maquinistas, distracción por llamada de trabajo recibida en tramo de frenado, y señal avanzada de 4 km en vía libre.
El maquinista, Francisco José Garzón Amo, declaró que circulaba a unos 190 km/h cuando el límite de velocidad establecido desde el comienzo de la curva era de 80 km/h al finalizar la línea de alta velocidad. Hasta ese punto, la hoja de ruta de Adif para el tren Alvia indicaba un límite general de velocidad en el tramo Orense-Santiago de Compostela de 220 km/h, válido cuando se emplea el sistema de control ERTMS; cuando como en el caso del accidente se emplea el sistema ASFA, este permite un máximo de 200 km/h. Al llegar a la curva de entrada a Santiago en el lugar del accidente, la velocidad debía haberse reducido a 80 km/h.
La posición del cambio de límite de velocidad estaba indicada, de acuerdo con Adif, en la hoja de ruta del maquinista y, de acuerdo con otros maquinistas, en una única señal (punto kilométrico 84,188) junto a la curva, sin señales o semáforos anteriores de aviso del cambio de velocidad, a pesar de que los convoyes necesitan varios kilómetros previos de frenado progresivo. Compañeros del maquinista explicaron que para iniciar el frenado, a falta de señalización en la vía, tomaban referencias visuales aproximadas como el penúltimo túnel antes de la curva, etc. También indicaron la posibilidad de confusión de posición entre Orense y Santiago, al haber 31 túneles y 38 viaductos en 87 kilómetros. Poco después del accidente, el maquinista lamentó que no hubiera una señal visible antes del túnel anterior a la curva, y mencionó que cuando ya era tarde la alarma se activó en el cuadro de mando y él intentó frenar.
Un informe de un jefe de maquinistas de Orense recomendaba estudiar la implantación de señales de limitación de velocidad en la vía a 80 km/h para facilitar a los maquinistas esa reducción de velocidad tan drástica de 200 km/h a 80 km/h, ya que solo venía recogida en el libro horario.
El sistema ASFA empleado avisa al maquinista 300 metros antes de la señal de limitación de velocidad. El 28 de julio el presidente de Adif reconoció que el siniestro se podría haber evitado sustituyendo el sistema ASFA por el sistema ERTMS. La situación en la fecha del accidente era que más de veinte rutas de velocidad alta no contaban en el último tramo del recorrido con sistema ERTMS, dejando este de funcionar al entrar en zona urbana, incluyendo entre otras las llegadas a las estaciones de Madrid-Atocha, Valencia-Joaquín Sorolla, y Santiago de Compostela.
Las dos cajas negras del tren fueron abiertas el martes 30 de julio, indicando que dos minutos antes de los hechos el maquinista recibió una llamada de trabajo, y activó los frenos segundos antes del accidente, reduciendo la velocidad de 192 km/h hasta 153 km/h antes de salirse de la vía. El maquinista confirmó la llamada del interventor del tren acerca de una vía a seguir cercana a Ferrol, colgando unos segundos antes del descarrilamiento. El Sindicato de Maquinistas indicó que los interventores, de manera excepcional, pueden llamar al maquinista para comunicar información de trabajo.
Las cajas negras también registraron 4 km antes de la curva, poco más de un minuto antes del accidente, una señal acústica ASFA de vía libre (semáforo en verde, punto kilométrico 80,33), que indica circulación normal, sin requerir al maquinista ninguna acción. Otros accidentes ferroviarios en España de años recientes en los que una señal errónea de vía libre ha estado también implicada han sido los de Arévalo (2010), Villada (2006), Chinchilla (2003), y Huarte-Araquil (1997).

### Afectación al servicio ferroviario
A causa del descarrilamiento, la vía quedó interceptada y el tráfico ferroviario fue suspendido en el tramo afectado perteneciente a la línea de alta velocidad Olmedo-Zamora-Galicia. Una decena de trenes modificaron su itinerario el 25 de julio de 2013 circulando por otras líneas férreas o se habilitó un transporte alternativo por carretera.

## Víctimas
De las 224 personas que viajaban a bordo (218 pasajeros y 6 tripulantes), 144 resultaron heridas (más el maquinista) y 79 fallecieron (se suele añadir a una octogésima víctima, que según la investigación falleció por una enfermedad grave externa al accidente pero agravada en consideración por este). Entre los fallecidos se encontraba Enrique Beotas, periodista que contaba con una larga trayectoria en diferentes medios nacionales. Personas de 10 países diferentes perecieron en el accidente: 68 de España, dos de Estados Unidos, dos de Francia, dos de Italia, una de Argelia, una de Brasil, una de Colombia, una de México, una de República Dominicana y una de Venezuela.
| País de origen       | Muertos |
| -------------------- | ------- |
| España               | 68      |
| Estados Unidos       | 2       |
| Francia              | 2       |
| Italia               | 2       |
| Argelia              | 1       |
| Brasil               | 1       |
| Colombia             | 1       |
| México               | 1       |
| República Dominicana | 1       |
| Venezuela            | 1       |

## Reacciones

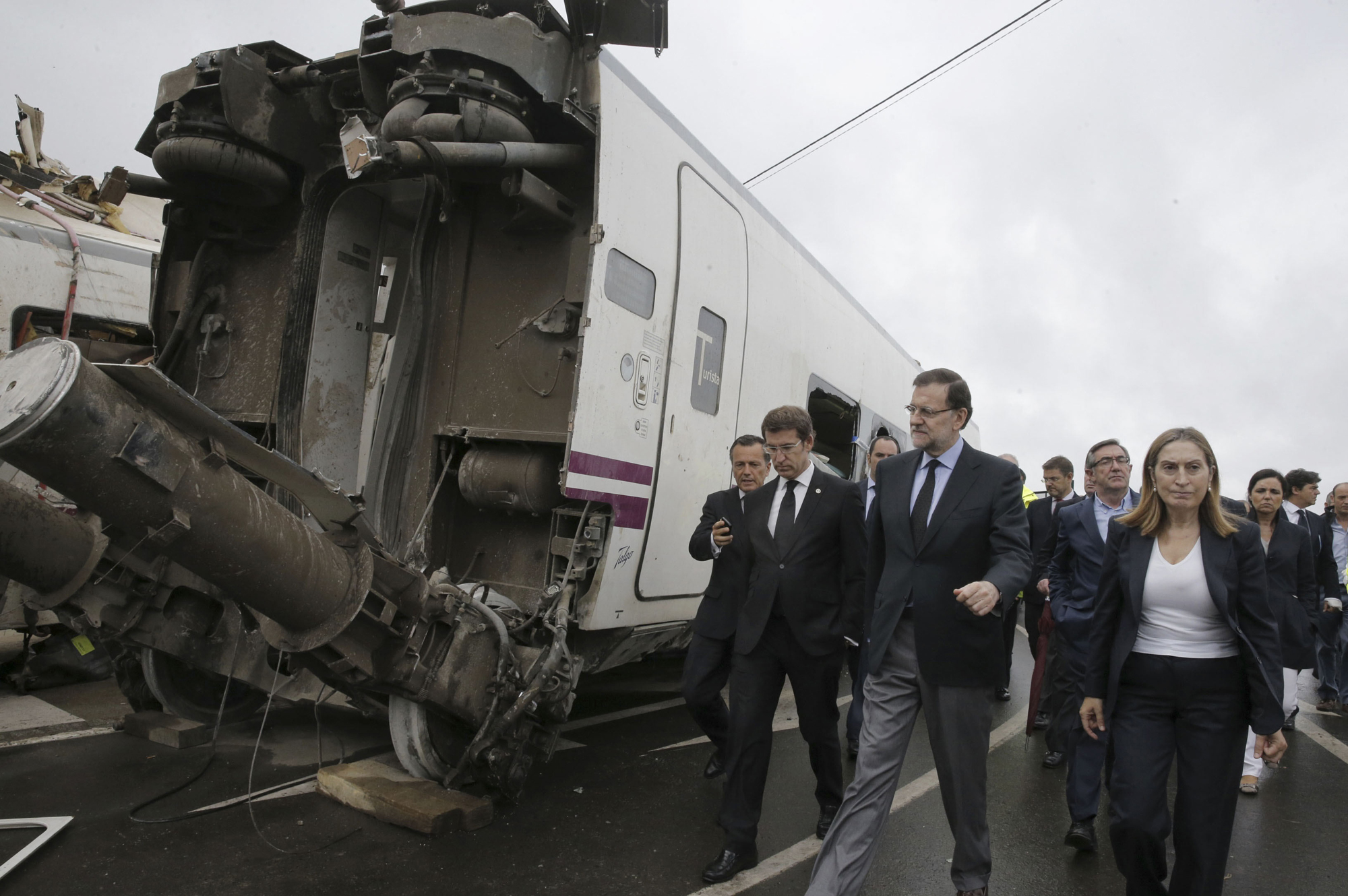
El presidente del Gobierno, Mariano Rajoy, el presidente de la Junta de Galicia, Alberto Núñez Feijóo, y la Ministra de Fomento, Ana Pastor, visitando el lugar del accidente

Tras conocerse el accidente, el ayuntamiento de Santiago de Compostela suspendió los actos previstos para la celebración de la festividad del Apóstol (25 de julio). La ministra de Fomento Ana Pastor anunció la creación de un Comité de Coordinación a todos los niveles de la administración y la habilitación de varios números de teléfono especiales para atender y dar información a los familiares de los pasajeros afectados. Momentos después, el presidente de la Junta de Galicia, Alberto Núñez Feijóo, convocó una reunión extraordinaria de carácter urgente con los miembros de su gabinete para tratar la situación. El líder de la oposición en el Parlamento de Galicia, Pachi Vázquez, reunió a la dirección de su partido para realizar una célula de crisis. Los servicios de emergencia utilizaron la red social Twitter para pedir colaboración ciudadana —evitar el uso de teléfonos móviles para no saturar la red y realizar donaciones de sangre— e informar a los familiares. Además, los usuarios del servicio expresaron su apoyo a las víctimas con miles de mensajes enviados después de conocerse el suceso.
El mundo político, sindical, empresarial y social expresó sus condolencias por el accidente. El papa Francisco, desde la Jornada Mundial de la Juventud 2013, destinó unas palabras a las familias y pidió orar con fe en esos terribles momentos. El Gobierno de México transmitió sus más sinceras condolencias al pueblo español por el suceso. El Gobierno de Polonia emitió un comunicado expresando sus condolencias por las víctimas y su solidaridad con los familiares y la nación española en nombre de la nación polaca. El presidente de la República Francesa, François Hollande, telefoneó a su homólogo español y al rey para transmitirles sus condolencias. Además, en París las campanas de la catedral de Notre Dame redoblaron en señal de luto. El presidente de Estados Unidos, Barack Obama, mostró su entristecimiento por el suceso y ofreció toda la ayuda posible de su gobierno a España. El presidente de Italia, Giorgio Napolitano, mantuvo una conversación telefónica con el rey para transmitirle sus condolencias personalmente.
El Sindicato Español de Maquinistas y Ayudantes Ferroviarios (SEMAF) emitió un comunicado expresando sus condolencias por las víctimas y su solidaridad con los familiares además de desear una pronta y completa recuperación a los heridos. Asimismo, expresó su total apoyo al maquinista del tren accidentado. El Comité General de Empresa (CGE) del Administrador de Infraestructuras Ferroviarias (Adif) y Renfe Operadora también expresó su pésame y solidaridad con las víctimas y sus familiares.

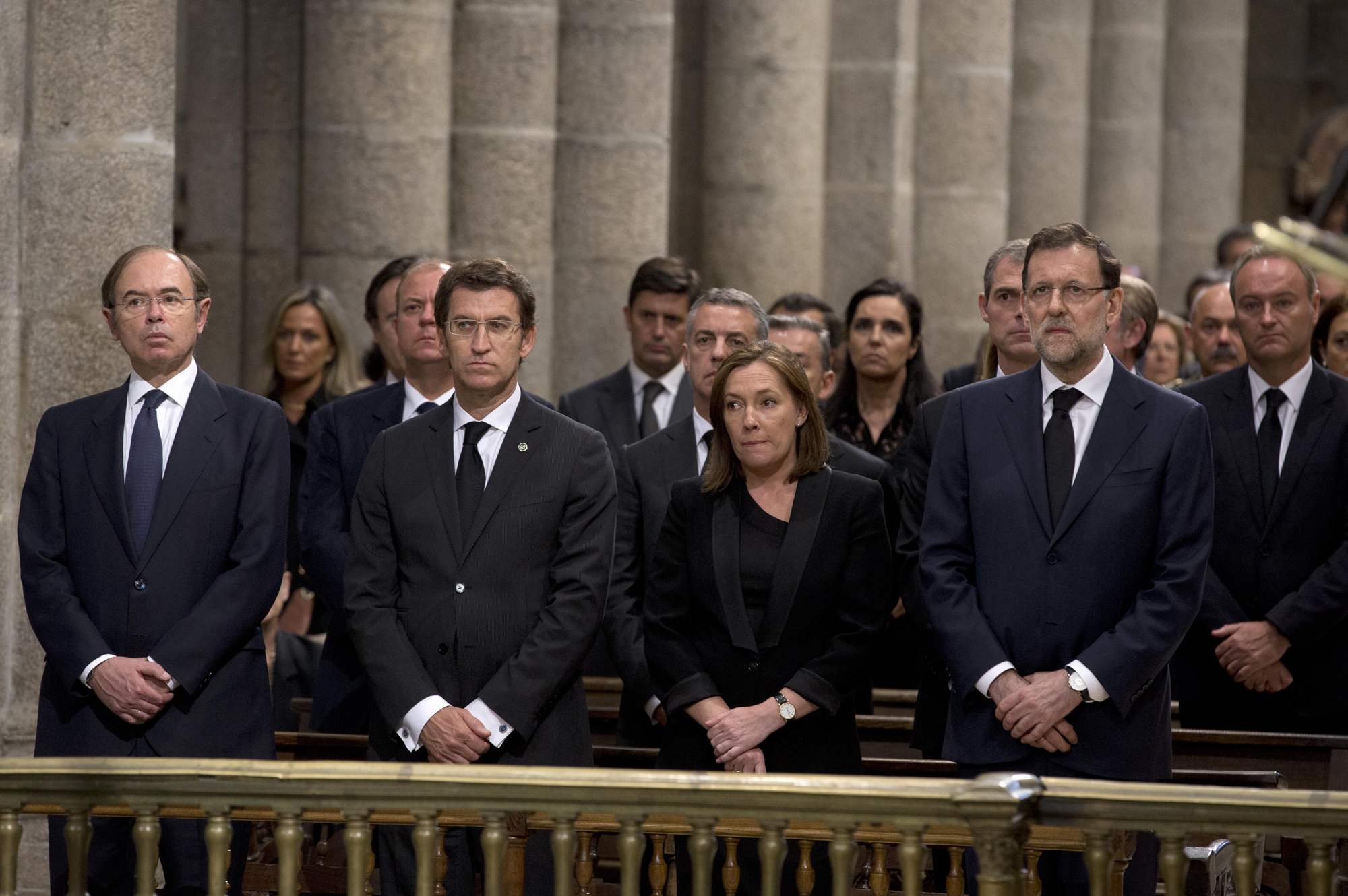
Misa funeral el 29 de julio por las víctimas del accidente

El 25 de julio en el Congreso de los Diputados y en el Senado se guardó un minuto de silencio por las víctimas del accidente. El presidente del Gobierno, Mariano Rajoy, se trasladó hasta el lugar del accidente, cancelando su agenda oficial. Los reyes se personaron en el lugar de la tragedia para conocer de primera mano el suceso y visitar a las víctimas en el Complejo Hospitalario de Santiago. El rey Juan Carlos I mandó un mensaje de condolencia a los familiares y amigos de las víctimas:

El terrible accidente ferroviario ocurrido en Santiago de Compostela, en vísperas del Día de Galicia y del Patrón de España, ha teñido de luto nuestro país y suscitado los sentimientos de pesar de toda la Comunidad Internacional. Me dirijo a los damnificados de este desgraciado suceso que, como seres humanos y como españoles, nos conmueve y nos llena de dolor y tristeza, para transmitirles el más profundo cariño y toda la cercanía y la solidaridad de la Familia Real
Juan Carlos I, rey de España

El 26 de julio los príncipes de Asturias acudieron al Hospital Clínico de Santiago para visitar a las víctimas y sus familiares. Además, en las inmediaciones del recinto fueron vitoreados por multitud de personas que se congregaron para ver su llegada. Más tarde se reunieron con los vecinos de la parroquia de Angrois que colaboraron en las labores de rescate para agradecerles expresamente toda la ayuda ofrecida.
El 29 de julio tuvo lugar el funeral de estado oficiado en la catedral de Santiago en honor a las víctimas del accidente. Asistieron el presidente del Gobierno, Mariano Rajoy y las más altas autoridades de la nación. Los príncipes de Asturias acompañados de la infanta Elena presidieron las exequias.

### Asociación de víctimas
En diciembre de 2014 la Plataforma Víctimas Alvia 04155 interpone dos denuncias ante el Parlamento Europeo por publicidad engañosa y por incumplimiento de la normativa europea sobre alta velocidad. A principios de junio de 2016 se admitieron a trámite ambas denuncias. Además, la Eurocámara solicitó un informe a la Agencia Ferroviaria de la Unión Europea.

### Documental
El 27 de octubre de 2015 se estrenó el documental Frankenstein 04155 en la Semana Internacional de Cine de Valladolid (Seminci), dentro de la programación de 'Doc España' en la 60.ª edición de este festival. Fue realizado gracias al mecenazgo de más de 1400 personas y a la productora Boneca Lareta. El director, Aitor Rei, ha manifestado en varias ocasiones que el documental "se dirige al cerebro de los espectadores y no a sus vísceras" porque busca esclarecer las causas del siniestro con las valoraciones de técnicos y exdirectivos de Adif y Renfe además de con documentación propia de ambas empresas públicas. 
Fue premiado con la mención especial del Jurado de la SEMINCI  por «indagar con gran rigor en las causas del accidente del tren Alvia 04155. El cine documental muestra aquí su capacidad para denunciar la fractura y el distanciamiento entre la sociedad civil y las instituciones». En diciembre de 2015 ganó la XXIX edición del festival Cineuropa.

## Investigación
Poco después del accidente, la Comisión de Investigación de Accidentes Ferroviarios (CIAF), adscrita al Ministerio de Fomento, inició una investigación para esclarecer las causas del accidente. Como primeras medidas resultantes de la investigación en curso, CIAF recomendó asegurar que todas las reducciones de velocidad máxima, a partir de un cierto rango, estuvieran señalizadas en la vía y controladas en sucesivos tramos de velocidad progresivamente menor. El informe final, publicado en mayo de 2014, concluyó que las causas del accidente fueron el exceso de velocidad y el despiste del maquinista.

### Informe de la Agencia Ferroviaria de la Unión Europea
En junio de 2016 la Agencia Ferroviaria de la Unión Europea emitió un informe encargado por la Comisión Europea en el que concluyó que la investigación realizada en España por la Comisión de Investigación de Accidentes Ferroviarios no fue independiente y que en ella no se abordaron «elementos clave». El informe indica, entre otras cosas, que Renfe Operadora y Adif forman parte del equipo de investigación, lo que genera «un conflicto de intereses». Además, dice que «la investigación de la CIAF fue realizada por un equipo que incluía a personal de organizaciones directamente implicadas en el accidente» y pone en duda la neutralidad de INECO, empresa encargada de revisar la seguridad de la línea. El informe concluye que se incumplió así la Directiva Europea de Seguridad Ferroviaria.

### Comisión Europea
En febrero de 2017, la comisión de peticiones del Parlamento Europeo reclamó por carta a la comisaria de Transportes, Violeta Bulc, que se llevara a cabo una investigación exhaustiva independiente del accidente de tren. En julio de 2017, la Dirección General de Movilidad y Transportes de la Comisión Europea envió una carta a la Comisión de Investigación de Accidentes Ferroviarios invitando a reabrir la investigación y a llevarla a cabo con total independencia.

### Investigación en el Congreso
El 18 de abril de 2018 se constituyó en el Congreso de los Diputados una comisión de investigación para establecer las causas del accidente, seis meses después de su aprobación en el pleno del Congreso. El 11 de julio de 2018, el maquinista del tren, Francisco José Garzón, compareció en la comisión de investigación. En su declaración inicial pidió que se oyese íntegra la conversación telefónica que mantuvo nada más producirse el accidente con la central en Atocha. El presidente de la comisión, el diputado del PDeCAT, Feliu Guillaumes, no autorizó la audición alegando que no tenía la seguridad jurídica de que pudiera hacerse. El diputado Gabriel Rufián de ERC, intentó en su turno de intervención que se oyera la grabación, pero Guillaumes se lo impidió. La diputada de En Marea Alexandra Fernández leyó parte de la transcripción de dicha grabación. En dicha grabación se pone de manifiesto las quejas y denuncias verbales que se habían sucedido por parte de los trabajadores acerca de la falta de medidas de seguridad en ese tramo. En febrero de 2019 la comisión de investigación terminó sin comenzar a redactarse las conclusiones debido a la disolución de las Cortes Generales y convocatoria anticipada de elecciones generales.

## Consecuencias
Como consecuencia del accidente, Adif y Renfe iniciaron una revisión de sus protocolos de seguridad. En los días siguientes al siniestro, Adif instaló señalizaciones en la vía y balizas de seguridad en los últimos kilómetros de aproximación a la curva. Las balizas son de sistema ASFA pero en varios tramos de reducción gradual de velocidad y con frenado automático si se supera la velocidad de cada tramo. Las medidas se extenderán a todos los tramos de riesgo de características similares, incluyendo transición desde alta velocidad e integración en núcleos urbanos, en línea con las recomendaciones de la CIAF. Por su parte, Renfe revisará los protocolos de comunicación con la cabina de conducción, entre otras medidas relacionadas con la seguridad.
En julio de 2015 Adif aprobó la inversión para la instalación del sistema de seguridad ERTMS en los tramos La Coruña-Santiago y Santiago-Vigo y en el entorno de la estación de Santiago, incluida la curva de Angrois. El presupuesto ascendió a 63 millones de euros: 37 para la instalación y 25 para su mantenimiento. A fecha de julio de 2018, el ERTMS seguía sin estar instalado en el tramo correspondiente al accidente, a pesar de haberse finalizado el plazo establecido por Adif para su instalación y pruebas. Según los expertos, este sistema de seguridad habría evitado el descarrilamiento cuando el tren circulaba a una velocidad excesiva. A fecha de abril de 2019, el sistema ERTMS seguía sin estar instalado.

## Juicio
Un día después del accidente, el titular del Juzgado de Instrucción número 3 de Santiago de Compostela, el juez Luis Aláez, ordenó a la Policía Judicial tomar declaración en calidad de imputado al maquinista, Francisco José Garzón Amo, quien acompañado de un abogado de QBE, aseguradora de Renfe, se acogió a su derecho a no declarar ante la policía. El 28 de julio de 2013 el maquinista declaró en Santiago ante el juez. Asumió error humano al frenar tarde por creer estar en otro punto del recorrido y, según fuentes judiciales, evitó quejarse del trazado, las condiciones de la vía o el estado del tren. En abril de 2014 el juez Andrés Lago Louro sustituyó a Aláez como titular del juzgado y al frente de la instrucción del accidente. En octubre de 2015 el juez cerró la instrucción de la causa con el maquinista del tren como único imputado por 80 delitos de homicidio y 144 delitos de lesiones, todos por imprudencia grave profesional.
En mayo de 2016 la Audiencia Provincial de La Coruña ordenó al juzgado reabrir la instrucción del accidente. La audiencia consideró que el juzgado debía seguir indagando para comprobar si existían otras responsabilidades relativas a la seguridad de la línea de alta velocidad Santiago-Orense. En marzo de 2017 el director de Seguridad en la Circulación de Adif, Andrés María Cortabitarte López, fue imputado. En octubre de 2017 el director de Seguridad en la Circulación de Renfe, Antonio Lanchares Asensio, fue llamado a declarar como imputado. A mediados de 2017 el juez decidió ampliar año y medio el plazo de instrucción. En diciembre de 2018 el juez cerró la investigación del accidente con el maquinista del tren, Francisco José Garzón, y el director de Seguridad en la Circulación de Adif, Andrés Cortabitarte, como únicos imputados.
En abril de 2021 la Audiencia Provincial de La Coruña cerró el caso rechazando los recursos presentados dando así paso a la preparación del macrojuicio.
En octubre de 2022 comenzó el juicio que se celebró en las instalaciones de la Ciudad de la Cultura de Galicia debido al alto número de partes personadas. La fiscalía pidió cuatro años de prisión para el maquinista y el director de seguridad en la circulación de Adif, acusados de 80 delitos de homicidio, 145 de lesiones y uno de daños, por imprudencia profesional grave. La jueza encargada fue Elena Fernández Currás, titular del Juzgado de lo Penal número 2 de Santiago de Compostela. El juicio finalizó en julio de 2023.

### Sentencia
El 26 de julio de 2024 se conoció la sentencia del caso, por la cual se condenaba al maquinista Francisco José Garzón como autor de 79 delitos de homicidio por imprudencia grave y de 143 delitos de lesiones por imprudencia grave, ascendiendo la pena a 2 años, 6 meses y 1 día de prisión. Adicionalmente, se le prohibió ejercer como ferroviario 4 años, 6 meses y 1 día. De igual modo, al director de Seguridad en la Circulación de Adif, Andrés Cortabitarte, le recayó la misma condena e inhabilitación profesional.
Así mismo, la sentencia obligó a la aseguradora de Renfe Operadora, QBE y a la de Adif, Allianz Global, a indemnizar con 10.064.240 euros a las 134 víctimas heridas que reclamaron indemnización.

### Artículos
- Artículos en Wikinoticias:
  - Un tren de pasajeros descarrila en Santiago de Compostela, España
  - Un juez deja en libertad con cargos al conductor del tren descarrilado en Galicia
  - Se revela que el maquinista del tren accidentado en España hablaba por teléfono y viajaba a alta velocidad
- Especial del accidente de tren en Santiago en ElPaís.com
- Especial del accidente de tren en Santiago en RTVE.es

### Imágenes y vídeos
- Wikimedia Commons alberga una categoría multimedia sobre Accidente ferroviario de Santiago de Compostela.
- Vídeo del momento del accidente en RTVE.es
- Vídeo desde la cabina del paso de un tren Alvia por la curva de "A Granderia" en Angrois

- Datos: Q14246267
- Multimedia: Santiago de Compostela derailment / Q14246267